# Lego Spider-Man
Lego Spider-Man er en produktlinje produceret af den danske legetøjskoncern LEGO, der oprindeligt blev introduceret i 2002, og var inspireret af Spider-Man (2002), og var en del af Lego Studios-serien. Der blev udgivet flere sæt to år senere baseret på filmens efterfølger, Spider-Man 2 (2004). Temaet blev herefter udfaset før udgivelsen af Spider-Man 3 (2007), og rettighederne blev solgt til konkurrenten Mega Brands, der fik en flerårig licensaftale med Marvel Enterprises, der gav dem rettigheder til atproducere "legetøjssæt, køretøjer og andre andre byggeoritenterede produkter" baseret på Marvels karakterer.
I 2012 genoplivede Lego temaet og startede med flere bølger baseret på den animerede serie Ultimate Spider-Man i deres Marvel Super Heroes-tema. Fra 2016 blev temaet omdøbt til blot at hedde Spider-Man. I 2017 og 2019 udkom der sæt baseret på filmene Spider-Man: Homecoming og Spider-Man: Far From Home.

## Sæt

### Oprindelig serie (2002-2004)
| Spider-Man                      | Sætnummer | Udgivet | Minifigurer                                                                                   |
| ------------------------------- | --------- | ------- | --------------------------------------------------------------------------------------------- |
| Green Goblin                    | 1374      | 2002    | Green Goblin, Mary Jane Watson                                                                |
| Wrestling Scene                 | 1375      | 2002    | Spider-Man (Wrestling Suit), Bone Saw, Camera Man                                             |
| Spider-Man Action Studio        | 1376      | 2002    | Spider-Man, Robber, Director, Camera Man, Stunt-Man                                           |
| Spider-Man Action Pack          | 10075     | 2002    | Spider-Man, Peter Parker, Green Goblin, Mary Jane Watson, Police Officer, Director, Stunt-Man |
| Spider-Man's First Chase        | 4850      | 2003    | Spider-Man (Wrestling Suit), Carjacker, Policeman                                             |
| The Origins                     | 4851      | 2003    | Spider-Man, Peter Parker, Mary Jane Watson, Norman Osborn, Green Goblin, Scientist            |
| The Final Showdown              | 4852      | 2003    | Spider-Man, Mary Jane, Green Goblin, Taxi Driver                                              |
| Spider-Man 2                    | Sætnummer | Udgivet | Minifigurer                                                                                   |
| Spider-Man's Street Chase       | 4853      | 2004    | Spider-Man, Robber (x2)                                                                       |
| Doc Ock's Bank Robbery          | 4854      | 2004    | Spider-Man, Doc Ock, Aunt May, Police Man (x2)                                                |
| Spider-Man's Train Rescue       | 4855      | 2004    | Spider-Man, Doc Ock, J. Jonah Jameson, Train Driver                                           |
| Doc Ock's Hideout               | 4856      | 2004    | Spider-Man, Peter Parker, Doc Ock, Mary Jane Watson, Harry Osborn                             |
| Doc Ock's Fusion Lab            | 4857      | 2004    | Spider-Man, Doc Ock, Harry Osborn, Ambulance Driver                                           |
| Doc Ock's Crime Spree (Lego 4+) | 4858      | 2004    | Spider-Man, Doc Ock, Policeman                                                                |
| Doc Ock's Café Attack (Lego 4+) | 4859      | 2004    | Spider-Man, Peter Parker, Doc Ock                                                             |

### Nuværende serie (2012-nu)
| Ultimate Spider-Man                                      | Sætnummer | Udgivet | Minifigurer |
| -------------------------------------------------------- | --------- | ------- | --- |
| Spider-Man's Doc Ock Ambush                              | 6873      | 2012    | Spider-Man, Doc Ock, Iron Fist |
| Spider-Man: Spider-Cycle Chase                           | 76004     | 2013    | Spider-Man, Venom, Nick Fury |
| Spider-Man: Daily Bugle Showdown                         | 76005     | 2013    | Spider-Man, Nova, J. Jonah Jameson, Doctor Doom, Beetle |
| Spider-Trike vs. Electro                                 | 76014     | 2014    | Spider-Man, Electro |
| Doc Ock Truck Heist                                      | 76015     | 2014    | Spider-Man, Doc Ock, Truck Driver |
| Spider-Helicopter Rescue                                 | 76016     | 2014    | Spider-Man, Power Man, Green Goblin, Mary Jane Watson |
| Spider-Man: Spider-Car Pursuit (Juniors)                 | 10665     | 2014    | Spider-Man, Venom |
| Spider-Man Glider (Polybag)                              | 30302     | 2014    | Spider-Man |
| Carnage's SHIELD Sky Attack                              | 76036     | 2015    | Spider-Man (Miles Morales), Carnage, S.H.I.E.L.D. Agent |
| Rhino and Sandman Super Villain Team-Up                  | 76037     | 2015    | Spider-Man, Iron Spider, Rhino, Sandman |
| Spider-Man Hideout (Juniors)                             | 10687     | 2015    | Spider-Man, Green Goblin, Police Officer |
| Spider-Man Super Jumper (Polybag)                        | 30305     | 2015    | Spider-Man |
| Spider-Man                                               | Sætnummer | Udgivet | Minifigurer |
| Web Warriors Ultimate Bridge Battle                      | 76057     | 2016    | Spider-Man, Spider-Girl, Scarlet Spider, Aunt May, Green Goblin, Scorpion, Kraven the Hunter |
| Ghost Rider Team-Up                                      | 76058     | 2016    | Spider-Man, Ghost Rider, Hobgoblin |
| Doc Ock's Tentacle Trap                                  | 76059     | 2016    | Spider-Man, White Tiger, Doc Ock, Vulture, Captain Stacy |
| Mighty Micros: Spider-Man vs. Green Goblin               | 76064     | 2016    | Spider-Man, Green Goblin |
| Spider-Man vs. The Venom Symbiote (Polybag)              | 30448     | 2016    | Spider-Man |
| Mighty Micros: Spider-Man vs. Scorpion                   | 76071     | 2017    | Spider-Man, Scorpion |
| Spider-Man vs Scorpion Street Showdown (Juniors)         | 10754     | 2018    | Spider-Man, Scorpion |
| Mighty Micros: Scarlet Spider vs. Sandman                | 76089     | 2018    | Scarlet Spider, Sandman |
| Spider-Man Bike Rescue                                   | 76113     | 2019    | Spider-Man, Miles Morales, Carnage |
| Spider-Man's Spider Crawler                              | 76114     | 2019    | Spider-Man, Spider-Man 2099, Vulture, Sandman |
| Spider Mech vs. Venom                                    | 76115     | 2019    | Spider-Man, Spider-Gwen / Ghost Spider, Aunt May, Venom |
| Spider-Man: Car Chase (Juniors)                          | 76133     | 2019    | Spider-Man, Green Goblin |
| Spider-Man: Doc Ock Diamond Heist (Juniors)              | 76134     | 2019    | Spider-Man, Doc Ock, Dock Worker |
| Spider-Man's Mini Spider Crawler (Polybag)               | 30451     | 2019    | Spider-Man |
| Spider-Man Mech                                          | 76146     | 2020    | Spider-Man |
| Vulture's Truck Robbery (Juniors)                        | 76147     | 2020    | Spider-Man, Vulture, Truck Driver |
| Spider-Man vs. Doc Ock                                   | 76148     | 2020    | Spider-Man, Spider-Girl, Doc Ock |
| The Menace of Mysterio (Juniors)                         | 76149     | 2020    | Spider-Man, Spider-Gwen / Ghost Spider, Mysterio |
| Spider-Jet vs. Venom Mech                                | 76150     | 2020    | Spider-Man, Spider-Man Noir, Venom |
| Venomosaurus Ambush                                      | 76151     | 2020    | Spider-Man, Iron Spider, Spider-Ham, Venom, Skeleton |
| Venom Crawler                                            | 75163     | 2020    | Spider-Man, Carnage, Iron Venom |
| Miles Morales Mech Armor                                 | 76171     | 2021    | Miles Morales |
| Spider-Man and Sandman Showdown (Juniors)                | 76172     | 2021    | Spider-Man, Sandman |
| Spider-Man and Ghost Rider vs. Carnage                   | 76173     | 2021    | Spider-Man, Ghost Rider, Carnage |
| Spider-Man's Monster Truck vs. Mysterio                  | 76174     | 2021    | Spider-Man, Spider-Gwen / Ghost Spider, Mysterio, Doc Ock |
| Attack on the Spider Lair                                | 76175     | 2021    | Spider-Man, Spider-Man (Big Time Suit), Iron Spider, Peter Parker, Green Goblin, Venom |
| Daily Bugle                                              | 76178     | 2021    | Spider-Man, Peter Parker, Miles Morales, Spider-Gwen / Ghost Spider, Gwen Stacy, Spider-Ham, Firestar, Daredevil, Blade, Punisher, Green Goblin, Doc Ock, Venom, Carnage, Mysterio, Sandman, Black Cat, Aunt May, J. Jonah Jameson, Betty Brant, Robbie Robertson, Ben Urich, Ron Barney, Amber Grant, Bernie The Cab Driver |
| Spider-Man & Doctor Octopus Mech Battle                  | 76198     | 2021    | Spider-Man, Doc Ock |
| Spider-Man versus Venom and Iron Venom (Minifigure Pack) | 40454     | 2021    | Spider-Man, Venom, Iron Venom, Pork Grind |
| Spider-Man: Homecoming                                   | Sætnummer | Udgivet | Minifigurer |
| ATM Heist Battle                                         | 76082     | 2017    | Spider-Man, Captain America Robber, The Hulk Robber |
| Beware the Vulture                                       | 76083     | 2017    | Spider-Man, Iron Man (Mark 47), Vulture, Shocker |
| Spider-Man: Far From Home                                | Sætnummer | Udgivet | Minifigurer |
| Molten Man Battle                                        | 76128     | 2019    | Spider-Man (Stealth Suit), Mysterio, Firefighter |
| Hydro-Man Attack                                         | 78129     | 2019    | Peter Parker, MJ, Mysterio, Hydro-Man |
| Stark Jet and the Drone Attack                           | 76130     | 2019    | Spider-Man, Nick Fury, Happy Hogan, Mysterio |
| Spider-Man and the Museum Break-In (Minifigure Pack)     | 40343     | 2019    | Spider-Man, Ned Leeds, Maria Hill |